# Trimethylaniline
Die Trimethylaniline bilden eine Stoffgruppe in der Chemie und sind aromatische Verbindungen mit drei Methylgruppen (–CH3) und einer Aminogruppe (–NH2) als Substituenten am Benzolring („aromatische Amine“). Durch unterschiedliche Anordnung der Substituenten ergeben sich sechs Konstitutionsisomere mit der Summenformel C9H13N. Erweitert man die Stoffgruppe dahingehend, dass Methylgruppen auch am Stickstoffatom sitzen, ergeben sich weitere Isomere, u. a. die N,N-Dimethyltoluidine.
| Gefahrensymbol | Gefahrensymbol |

| Gefahrensymbol |

| Gefahrensymbol |

## Verwendung
2,4,6-Trimethylanilin wird zur Herstellung von Azo-Polymerisationsinitiatoren verwendet und ist Zwischenprodukt bei der Herstellung von Farbstoffen und Pharmaka. 2,4,5-Trimethylanilin wird zur Produktion des roten Farbstoffs Ponceau 3R verwendet.